# جو روكر
جو روكر (بالإنجليزية: Joe Rucker)‏ هو كاتب أغاني ومغني أمريكي، ولد في 11 أكتوبر 1976.